# Cardeña (Córdoba)
Cardeña es un municipio español situado al norte de la provincia de Córdoba, en la comunidad autónoma de Andalucía. El término municipal, que incluye las localidades de Cardeña, Venta del Charco y Azuel, cuenta con una población de 1422 habitantes (INE 2024). Se encuentra situada a una altitud de 821 m sobre el nivel del mar.

## Historia
La actividad humana puede rastrearse hasta el Neolítico, en la Edad de los Metales (iii milenio a. C.), de la que se conservan algunos restos de sepulturas megalíticas (Torrubia).
De la época ibérica y romana son los restos de explotaciones mineras, hitos de interés para el caminante, que se encuentran en Venta del Charco, cerro del Águila, Mañuelas y Azuel, donde ha aparecido también un tesoro de monedas romanas y vasos de plata ibéricos.
En la Edad Media, toda la comarca de los Pedroches perteneció a la Cora o provincia de Fash-Al-Ballut, o Campo de Encinas. En el lugar denominado Castillo de Azuel han aparecido restos árabes.
En 1397, en la Baja Edad Media, Enrique III concedió a la ciudad de Córdoba doce ventas francas en los caminos que iban a Ciudad Real por Adamuz y El Villar; así surgen las ventas de la Chaparrera, San Antonio, El Puerto, La Fresnedilla, El Charco, El Cerezo, Azuel y Cardeña, que muy probablemente sean el origen de los actuales núcleos de población.
En el siglo XVI estas ventas pasarían a pertenecer al término de Montoro, hasta que en 1930 la localidad de Cardeña se segregó y se convirtió en un municipio. Su plaza principal, llamada de la Independencia Local, un continuo recordatorio de su historia más reciente. Venta del Charco y Azuel se sumarían a este proceso de segregación de Montoro.
Actualmente pertenece a la comarca de los Pedroches. Basa su economía en la ganadería, en el aprovechamiento forestal y cinegético de sus montes, en el turismo rural y en el aprovechamiento sostenido del .

## Administración

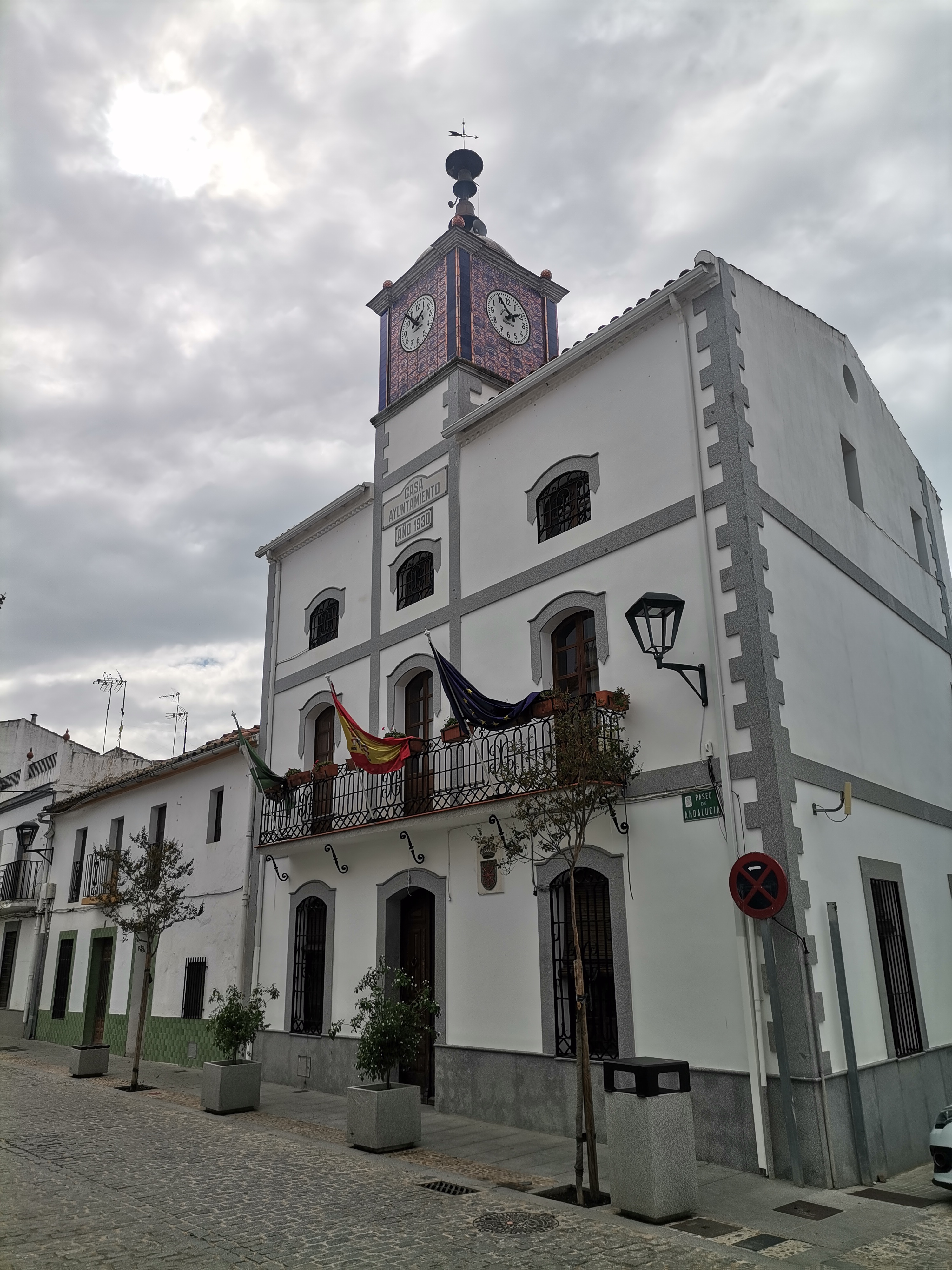
Ayuntamiento de Cardeña

Desde 1979 se han perdido 472 electores, un descenso de población importante; el 24,07 %, casi la cuarta parte. Pero la bajada del 79 al 83, 310 personas, parece más bien un problema del propio censo de 1979, porque en 1987, 1991, 1995 se mantuvo estable, aunque a partir de ese año la pérdida de población es constante.
La actual alcaldesa es Catalina Barragán Magdaleno (IULV-CA), que gobierna en coalición con el PSOE local.
| Elecciones municipales del 28 de mayo de 2023 |       |         |            |
| Partido                                       | Votos | %       | Concejales |
| PP                                            | 413   | 40,53 % | 4          |
| IULV-CA                                       | 403   | 39,55 % | 3          |
| PSOE                                          | 203   | 19,92 % | 2          |

### Los alcaldes de Cardeña desde 1979
| Periodo   | Nombre                      | Partido |
| --------- | --------------------------- | ------- |
| 1979-1983 | Martín Merchán Caballero    | PSOE    |
| 1983-1987 | Juan Jurado Torres          | PSOE    |
| 1987-1991 | Juan Jurado Torres          | PSOE    |
| 1991-1995 | Catalina Barragán Magdaleno | IULV-CA |
| 1995-1999 | Catalina Barragán Magdaleno | IULV-CA |
| 1999-2003 | Catalina Barragán Magdaleno | IULV-CA |
| 2003-2007 | Catalina Barragán Magdaleno | IULV-CA |
| 2007-2011 | Pablo García Justos         | PSOE    |
| 2011-2015 | Trinidad Moreno Moreno      | PP      |
| 2015-2019 | Catalina Barragán Magdaleno | IULV-CA |
| 2019-2023 | Catalina Barragán Magdaleno | IULV-CA |
| 2023-act. | Catalina Barragán Magdaleno | IULV-CA |

## Geografía
Se encuentra situada a una altitud de 821 metros y a unos 80 kilómetros de la capital provincial, Córdoba. 
Integrado en la comarca de Los Pedroches, el término municipal está atravesado por la carretera nacional N-420 entre los pK 71 y 94, así como por las carreteras autonómicas A-420, que permite la comunicación con Marmolejo, y la A-424, que conecta con Villanueva de Córdoba. 
El municipio es el más elevado sobre el nivel del mar de la comarca, que a su vez lo es de toda la provincia. La comarca y el municipio tienen una forma convexa y actúa como divisoria entre las cuencas del Guadiana y del Guadalquivir, en Sierra Morena. La altitud del municipio oscila entre los 828 metros (cerro de la Colmena) en pleno parque natural de la Sierra de Cardeña y Montoro y los 298 metros a orillas del río Arenoso. El pueblo se alza a 747 metros sobre el nivel del mar. 
Las cotas más altas son Colmena (828 m), Ladronera (823 m) y Navalconejuelo (810 m). Al oeste se extiende el valle de Los Pedroches y al este la morfología es más accidentada con el río Yeguas, de frontera natural con Andújar. Al norte se extiende una pequeña banda de materiales del Carbonífero, hacia Azuel, con un descenso hasta el río Guadalmez que representa la frontera natural con la provincia de Ciudad Real y Sierra Madrona. Este río pertenece ya a la cuenca del Guadiana.
Los minerales que se han explotado en diferentes momentos históricos son el cobre, plomo, bismuto y uranio en la mina El Cano. El elemento más común es el plomo que forma un filón conocido como el Zumajo que atraviesa la parte central con dirección NW-SE, explotado desde la época romana. En el siglo XX con las minas San Rafael, San Cayetano y El Águila. Cerca de Azuel hay filones de Bismuto.
Los ríos que discurren por su término son el Guadalmez, el Yeguas, que forma un valle estrecho y profundo, y el río Arenoso, perteneciente este último a la cuenca del Guadalquivir. 
Limita con los municipios de Conquista, Brazatortas (Ciudad Real) (exclave), Fuencaliente (Ciudad Real), Andújar (Jaén), Villanueva de Córdoba, Adamuz y Montoro.

### Clima
El clima es mediterráneo con rasgos continentales. El invierno es frío con lluvias abundantes y el verano es árido y largo. La temperatura media anual en Venta del Charco es de 15,2 °C. La oscilación térmica es de 20 °C. La media del mes más frío, enero, es de 7,1 °C. Julio es el más cálido con una media de 25,4 °C. Hay una media de 56 heladas anuales, frecuentes desde noviembre hasta abril. El sector más septentrional del término municipal presenta una temperatura ligeramente más fría que la meridional, aunque la mínima registrada es la de Venta del Charco, -12 °C el 14 de enero de 1987.
El clima es cálido y templado en Cardeña. Durante la estación invernal, los niveles de precipitaciones son notablemente superiores a los experimentados durante el verano. La clasificación climática de Köppen-Geiger identifica este patrón de clima en particular como perteneciente a la categoría de Csa. La temperatura en este lugar es de aproximadamente 15.7 °C, según determina el análisis estadístico. Las precipitaciones anuales están en el entorno de lo 572 mm.

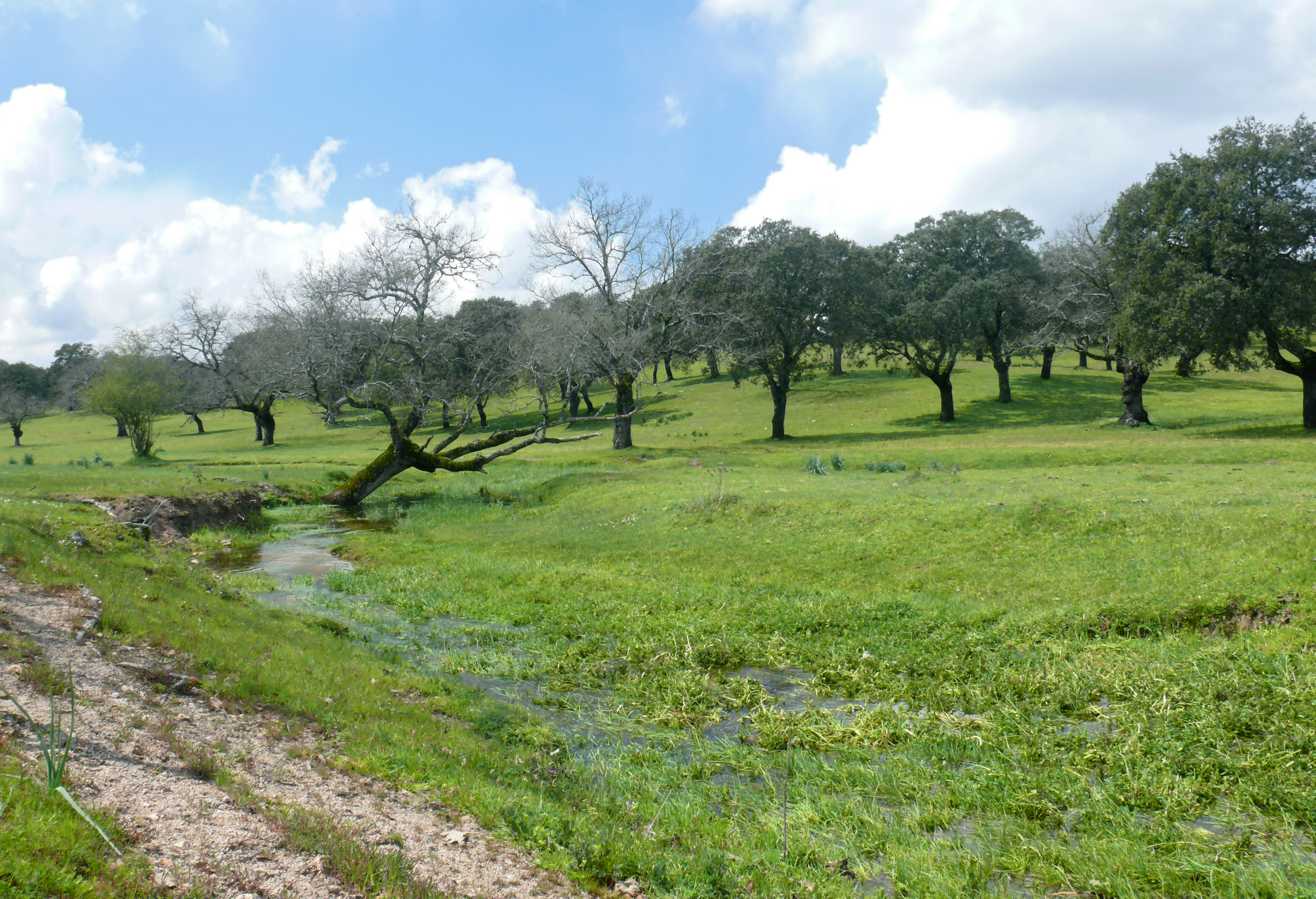
Río Arenosillo.

En cuanto a precipitaciones Cardeña es el término municipal de los Pedroches con mayor índice. 630 litros para Azuel, 800,6 litros para Cardeña y 956,3 litros para Venta del Charco. Es debido a la mayor altura del término y al relieve circundante, los 1300 m de sierra Madrona. A estas precipitaciones se debe que exista una mancha de robles melojos en la Venta, únicos en la provincia. El número de días con lluvia es de 100 anuales, sobre todo en invierno, enero, febrero y marzo. Los meses menos lluviosos van de junio a septiembre. Enero y febrero son los meses en los que suele nevar y puede granizar entre marzo y mayo.
Los vientos son del sudoeste, predominantes, llamados ábregos, causantes de las lluvias de otoño e invierno. Los del sur y sudeste, de origen africano, frecuentes en verano. Los del noroeste, los segundos en importancia, son secos y fríos.

### Vegetación

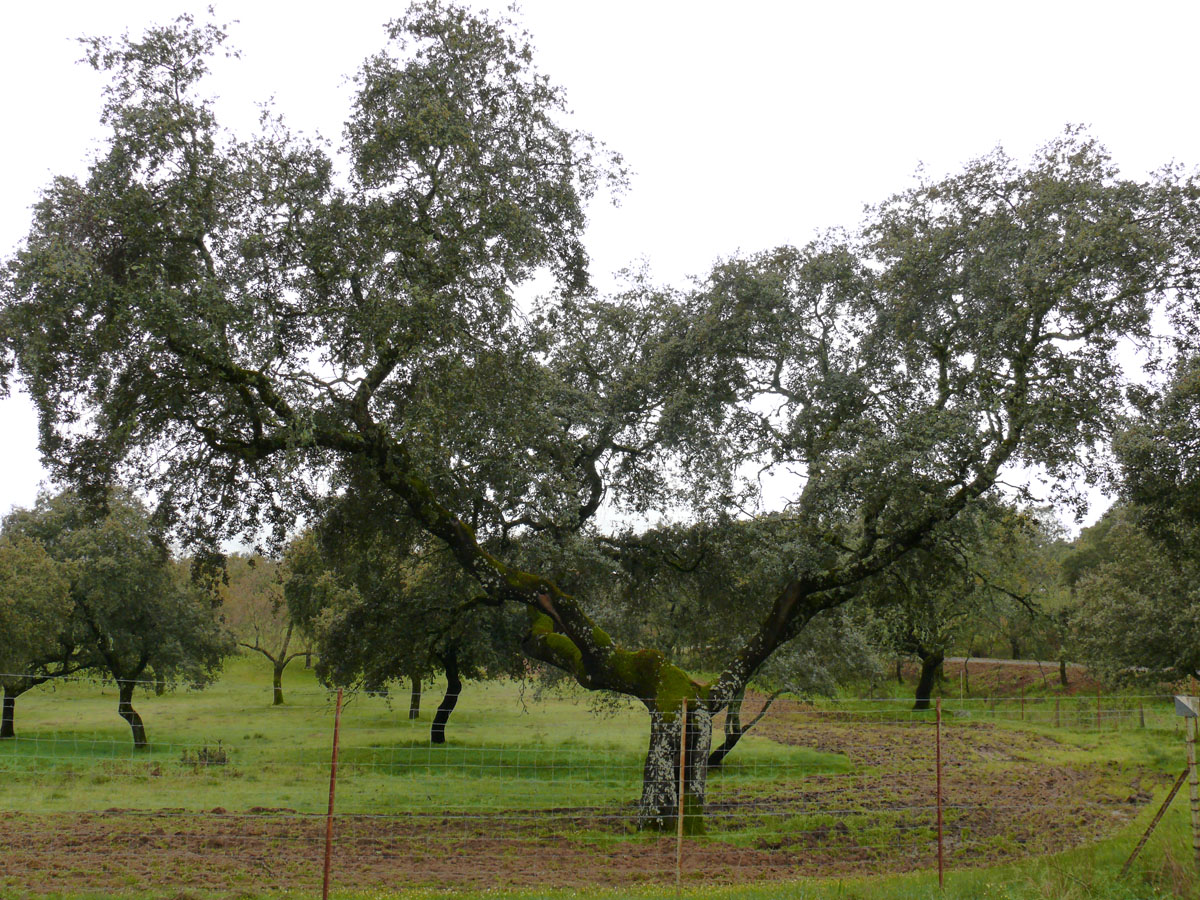
Encina

Los árboles están representados por encinas, quejigos, acebuches, alcornoques y robles melojos en la zona más húmeda de Venta del Charco. Los arbustos predominantes son jaras, brezos, madroño y el lentisco. Los pastos se desarrollan cuando el matorral es descuajado y convertido en dehesa. Las manchas de bosque mediterráneo virgen y los bosquetes fluviales tienen una excepcional importancia ecológica, motivo por el que el entorno de Cardeña fue declarado parque natural.
El término de Cardeña se comenzó a roturar en el siglo XIX para convertirlo en dehesa, que es un paisaje semi-natural creado por el hombre, consistente en erradicar los arbustos y aclarar los pies de las encinas. Son aprovechadas por de cultivos extensivos y por el pastoreo. Se eliminan los arbustos y quedan las encinas productoras de bellotas, alimento básico del cerdo ibérico. Los pastos en los años de descanso son aprovechados por el ganado ovino y bovino. Además de las encinas se extrae leña y carbón y de los alcornoques, corcho. Al eliminar el matorral de las poblaciones se dificultaba el ataque por sorpresa de los enemigos, los pastizales eran aprovechados por el ganado y al estar muy próximos eran de fácil defensa. El aprovechamiento alternativo viene dado por el tiempo de descanso de 5 a 15 años.
Si la dehesa es el paradigma conservacionista, las repoblaciones de pino y eucalipto que se hicieron en los años sesenta son la otra cara de la moneda.

### Fauna
Hay especies como águila imperial (con seis parejas en 2005), águila real, águila culebrera, águila calzada, águila perdicera, azor, rapaces nocturnas como el búho real, el autillo, el mochuelo y pequeñas rapaces diurnas. Se ven buitres leonados y negros y de vez en cuando se deja caer algún alimoche. Hay cigüeñas blancas. Las manadas de lobos existentes están compartidas con el vecino parque natural de la Sierra de Andújar. El mejor representante es el lince ibérico especie de especial protección por encontrarse en grave peligro de extinción, siendo el parque natural uno de sus últimos reductos. El conejo juega un papel importantísimo en la conservación del lince y del águila imperial, dado que es el alimento básico para ambos. También se encuentran liebres. En el río Yeguas hay nutrias.
Otras aves de la zona son la perdiz, la paloma, la tórtola, la abubilla, la urraca, el arrendajo, el zorzal y el mirlo. En el río Yeguas se encuentran martines pescadores, pollas de agua y fochas comunes.
Entre los mamíferos se encuentran el ciervo, el gamo, el muflón y el jabalí. Especial mención al meloncillo (introducido por los romanos), el gato montés, la gineta (introducida por los árabes como animal doméstico) y el zorro.

## Demografía
Cardeña cuenta con una población de 1422 habitantes (INE 2024).
| Gráfica de evolución demográfica de Cardeña entre 1930 y 2021 |
| |
| Población de derecho según los censos de población del INE Población de hecho según los censos de población del INEEntre el censo de 1930 y el anterior, aparece este municipio porque se segrega del municipio Montoro |

## Monumentos y lugares de interés

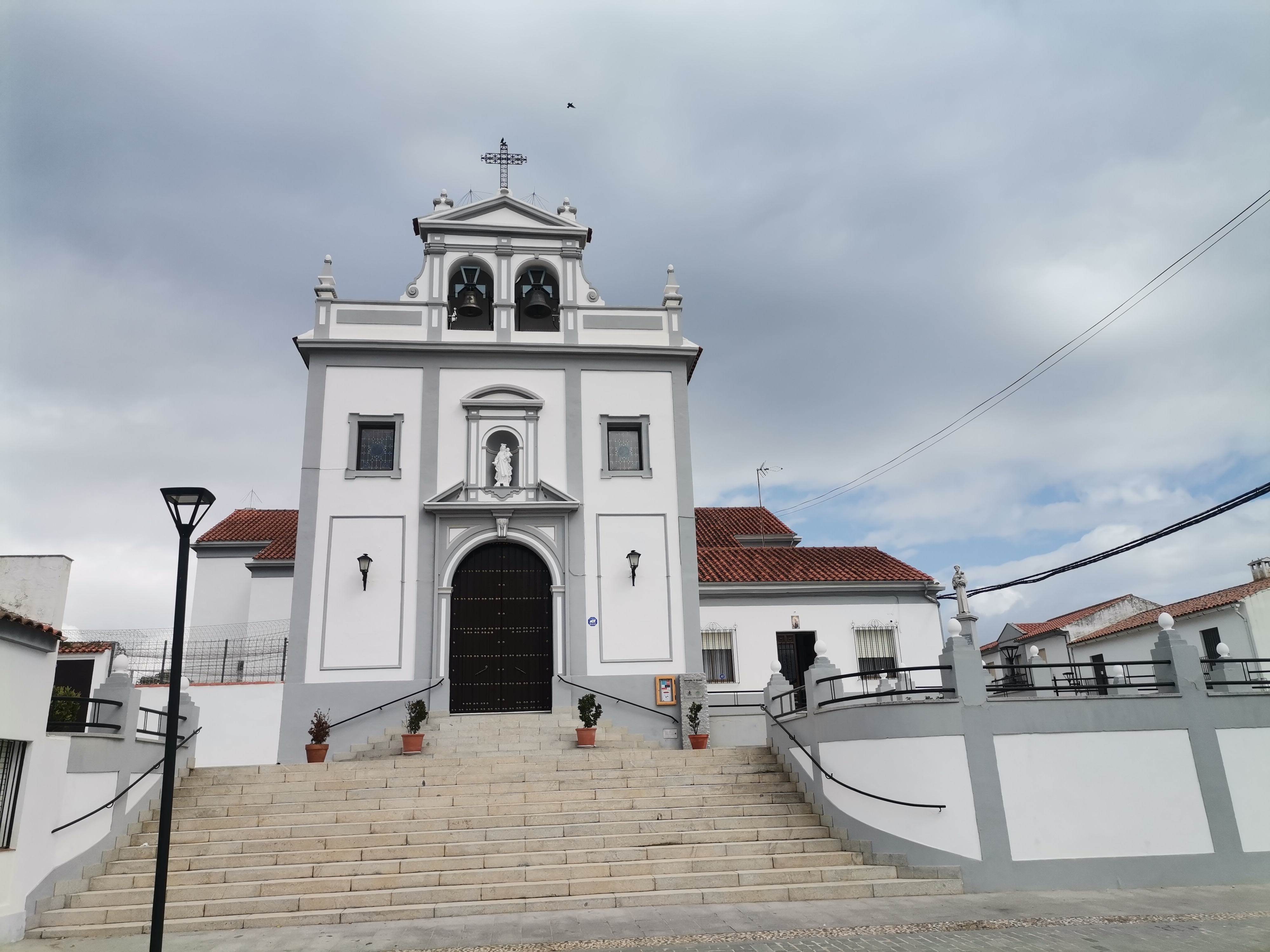
Iglesia de Nª Sª del Carmen

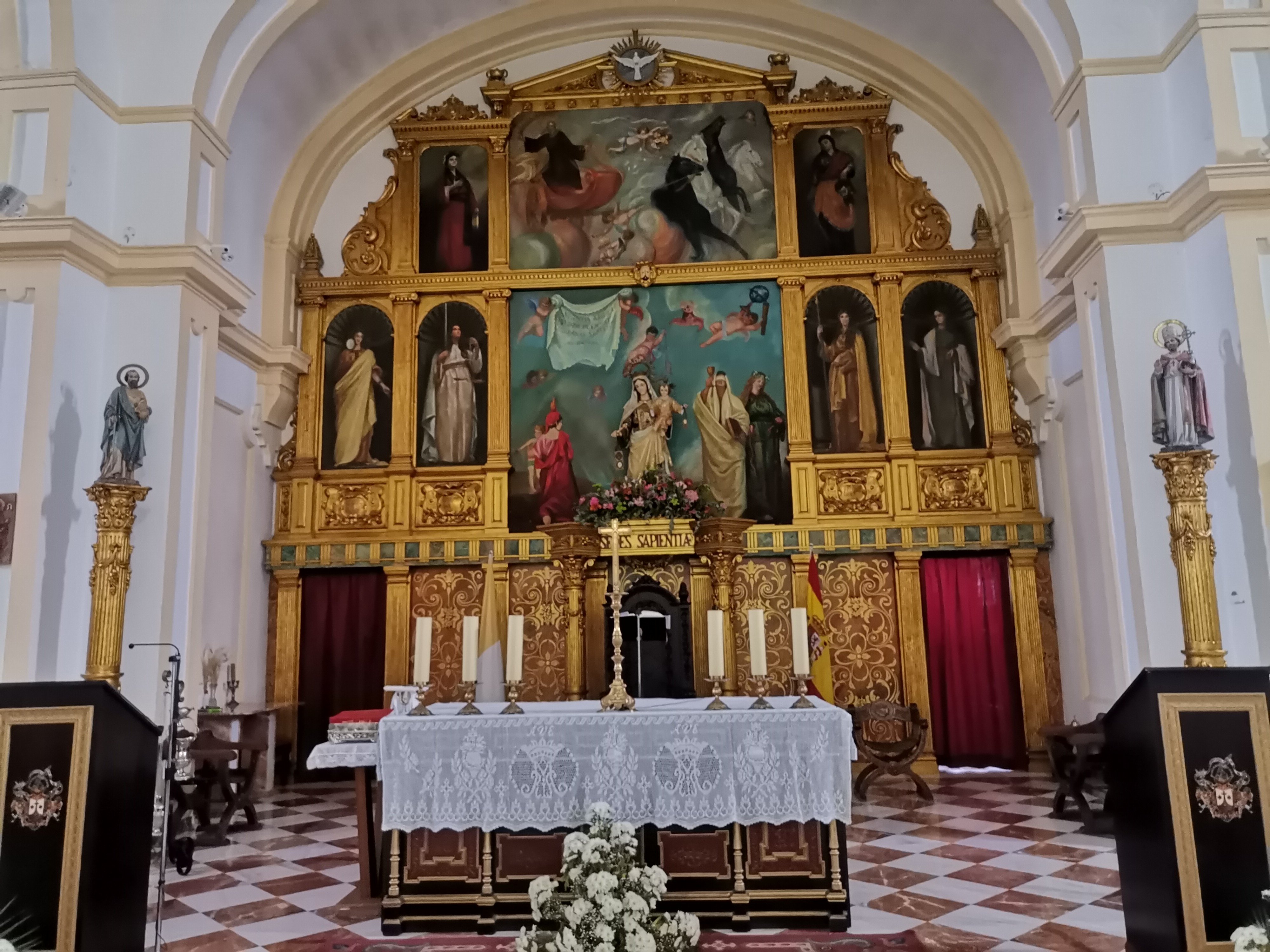
Retablo de la iglesia de Nª Sª del Carmen

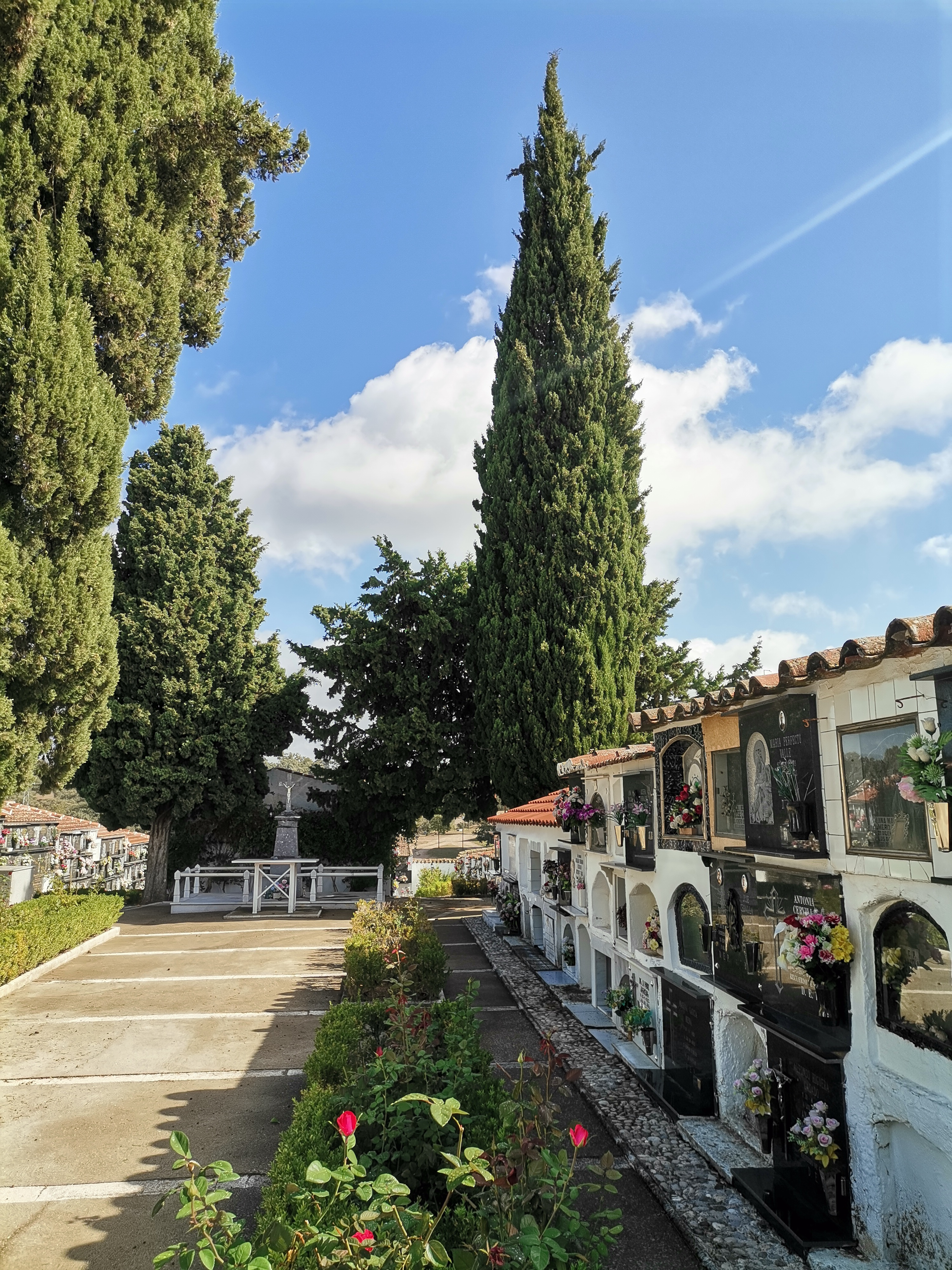
Cementerio de Cardeña

- Iglesia parroquial de Nuestra Señora del Carmen: Es un templo moderno del arquitecto Carlos de Santamaría, 1950-1956, reemplaza a una antigua iglesia del siglo XIX. Fachada de estilo Neobarroco. Tiene planta de cruz latina y bóvedas de medio cañón, con cúpula en el crucero decorada a la manera dieciochesca. Dignas de mención son una imagen del Cristo Yacente de 1918, un Cristo del Amor en madera sin policromar de Juan Martínez Cerrillo, un retablo carmelita de hacia 1960 del taller de Antonio Leña Gomáriz y un cáliz del siglo XIX. Con posterioridad, se han adquirido las imágenes de Nuestro Padre Jesús de la Pasión y la de Jesús de la Confianza. También, moran en la parroquia una imagen de San Isidro Labrador y otra de Nuestra Señora de la Cabeza.
- El Cerezo
- Embalse de Martín Gonzalo
- Torre telegráfica de Cerquilla, construida a mediados del siglo XIX por el Ministerio de la Gobernación. Pertenecía a la Línea telegráfica de Andalucía, que en pocas horas comunicaba mensajes del ministro a los gobernadores civiles de Córdoba, Sevilla y Cádiz. Esta torre se conectaba mediante señales visuales con la torre anterior en Fuencaliente (en Puerto Viejo) y con la torre siguiente en las casas de la Onza (el llamado Baluarte de la Onza).